# سنديان هافاردي
سنديان هافاردي (الاسم العلمي: Quercus havardii)، نوع نبات من جنس السنديان وفصيلة الزانية. شجيرة متساقطة الأوراق، بطيئة النمو، وتحتل ما بين 2 إلى 3 مليون هكتار في جنوب السهول الكبرى في أمريكا الشمالية.